# TIMM
TIMM (Television, Internet, Media for Men) — специализированный коммерческий кабельный телеканал Германии, ориентированный на гомосексуальных мужчин, их друзей, детей и родителей. Владелец канала — Deutsche Fernsehwerke GmbH. Штаб-квартира располагается в Берлине.
Начав своё вещание с большим успехом, руководство телеканала постепенно увязло в финансовых проблемах и с 1 апреля 2010 года канал официально объявил о своём банкротстве. В настоящее время канал из-за отсутствия средств не производит новой продукции и ограничивается повтором старых передач и фильмов, произведённых или закупленных до своего банкротства. Кроме того, на канале по тем же финансовым причинам большое место отводится различным телешопам.
В связи с банкротством телеканала многие кабельные компании отказались от трансляции TIMM в своих сетях. В настоящее время телеканал доступен лишь в сетях Telekom Entertain и Zattoo.

## Контент телеканала
До банкротства телеканал производил несколько тележурналов о жизни города, информационные выпуски. На канале подробно освещались все мероприятия, связанные с ЛГБТ-сообществом Германии — репортажи с Christopher Street Day из разных городов страны, различные ЛГБТ-премии, например кинопремия «Тедди». Кроме того, на канале выходил первый на немецком телевидении мужской тележурнал о моде и стиле.
На канале проходили всегерманские телепремьеры таких сериалов как «Ноев ковчег», «Секс в большом Париже», колумбийской теленовеллы «El auténtico Rodrigo Leal» и других сериалов с ЛГБТ-героями. Кроме того, сериал повторял такие популярные в ЛГБТ-среде хиты как «Близкие друзья» и «Секс в другом городе», а также многие телешоу американского телеканала Logo.
Отдельное место в эфире телеканала занимали документальные фильмы, затрагивающие темы гомосексуальности и трансгендерности, каминг-аута, истории ЛГБТ-движения в разных странах. Нередкими также были передачи о жизни ЛГБТ-знаменитостей и гей-икон.
Среди художественных фильмов, транслирующихся на канале, большее место занимали фильмы, затрагивающие тему гомосексуальности, а также фильмы с актёрами, наиболее полюбившимися мужской гомосексуальной аудитории.